# 비비정지
비비정지는 전북특별자치도 완주군에 있다. 2018년 2월 22일 완주군의 향토문화재 제4호로 지정되었다.